# Luna Pier
Luna Pier es una pequeña ciudad ubicada en el condado de Monroe en el estado estadounidense de Míchigan. En el Censo de 2010 tenía una población de 1436 habitantes y una densidad poblacional de 329,83 personas por km².

## Geografía
Luna Pier se encuentra ubicada en las coordenadas 41°48′18″N 83°26′32″O / 41.80500, -83.44222. Según la Oficina del Censo de los Estados Unidos, Luna Pier tiene una superficie total de 4.35 km², de la cual 3.89 km² corresponden a tierra firme y (10.65%) 0.46 km² es agua.

## Demografía
Según el censo de 2010, había 1436 personas residiendo en Luna Pier. La densidad de población era de 329,83 hab./km². De los 1436 habitantes, Luna Pier estaba compuesto por el 93.25% blancos, el 0.84% eran afroamericanos, el 0.84% eran amerindios, el 0.49% eran asiáticos, el 0% eran isleños del Pacífico, el 1.11% eran de otras razas y el 3.48% pertenecían a dos o más razas. Del total de la población el 2.99% eran hispanos o latinos de cualquier raza.